# Roughwood Tower
Roughwood Tower, auch Ruchwood Tower, ist eine abgegangene Turmburg in der Nähe der Stadt Beith in der schottischen Council Area North Ayrshire.
Die Burg aus dem 15. Jahrhundert war ein einfacher, befestigter Donjon. Diese Verteidigungstürme hatten üblicherweise einen Eingang im Erdgeschoss, durch den man zu den Lagerkellern im Erdgeschoss und über eine Wendeltreppe zum Rittersaal im 1. Obergeschoss gelangte. Der Rittersaal hatte gemeinhin einen großen, offenen Kamin und Fenstersitze. Der Stich zeigt einen fast oder sogar vollständig anderen Turmburgen identischen Aufbau, vergleichbar zum Beispiel dem von Busbie Castle. Der Turm war bis ins 17. Jahrhundert bewohnt.
Das alte Herrenhaus oder befestigte Turm von Ruchwood (sic) trug das Wappen der Familie Hammill, das vorne „einen fünfzackigen Stern, eine Mondsichel, eine Deichsel (ähnlich der der Cuninghames) und eine Lilie“ zeigte. Die Farben waren damals nicht sichtbar. Dieses Wappenschild hatte oben ein Helmkleinod, wiederum eine Lilie.
Die Hälfte des alten Turms wurde entfernt, um für moderne Gebäude Platz zu schaffen, aber in der im 19. Jahrhundert noch erhaltenen Hälfte gab es einen Durchgang, der von behauenen Steinen umgeben war. Das Wappen könnte dasselbe gewesen sein, das im Inneren über einem kleinen, offenen Kamin im 1. Obergeschoss im linken Teil des Giebels angebracht war. Diese Wappen sollen stark verblichen gewesen sein; sie trugen die Zahl „14“ in der linken, unteren Ecke; der erste und der dritte Quadrant waren jeweils nicht mehr zu erkennen.